# Рукописные императорские библиотеки Китая
Рукопи́сные импера́торские библиоте́ки Кита́я (кит. трад. 策府, пиньинь cèfǔ или кит. 册府 с тем же чтением) упоминаются в исторических документах конца I века до н. э. Основным источником, дающим сведения о составе и принципах комплектования библиотек, являются династийные истории. В условиях централизации духовной жизни в императорском Китае, придворная библиотека была образцовым книгохранилищем, которая совмещала функции исторического архива и цензурного комитета, поскольку содержала набор текстов, которые считались обязательным кругом чтения государственных чиновников. Ни одно императорское книжное собрание до XVIII века не сохранилось в целостном виде. С распространением книгопечатания, с XII века императорские библиотеки постепенно превращаются в образцовые книжные серии, самой большой из которых является «Сыку цюаньшу», составленная в 1773—1782 годах. Изначально она также создавалась только в рукописном виде.

## История

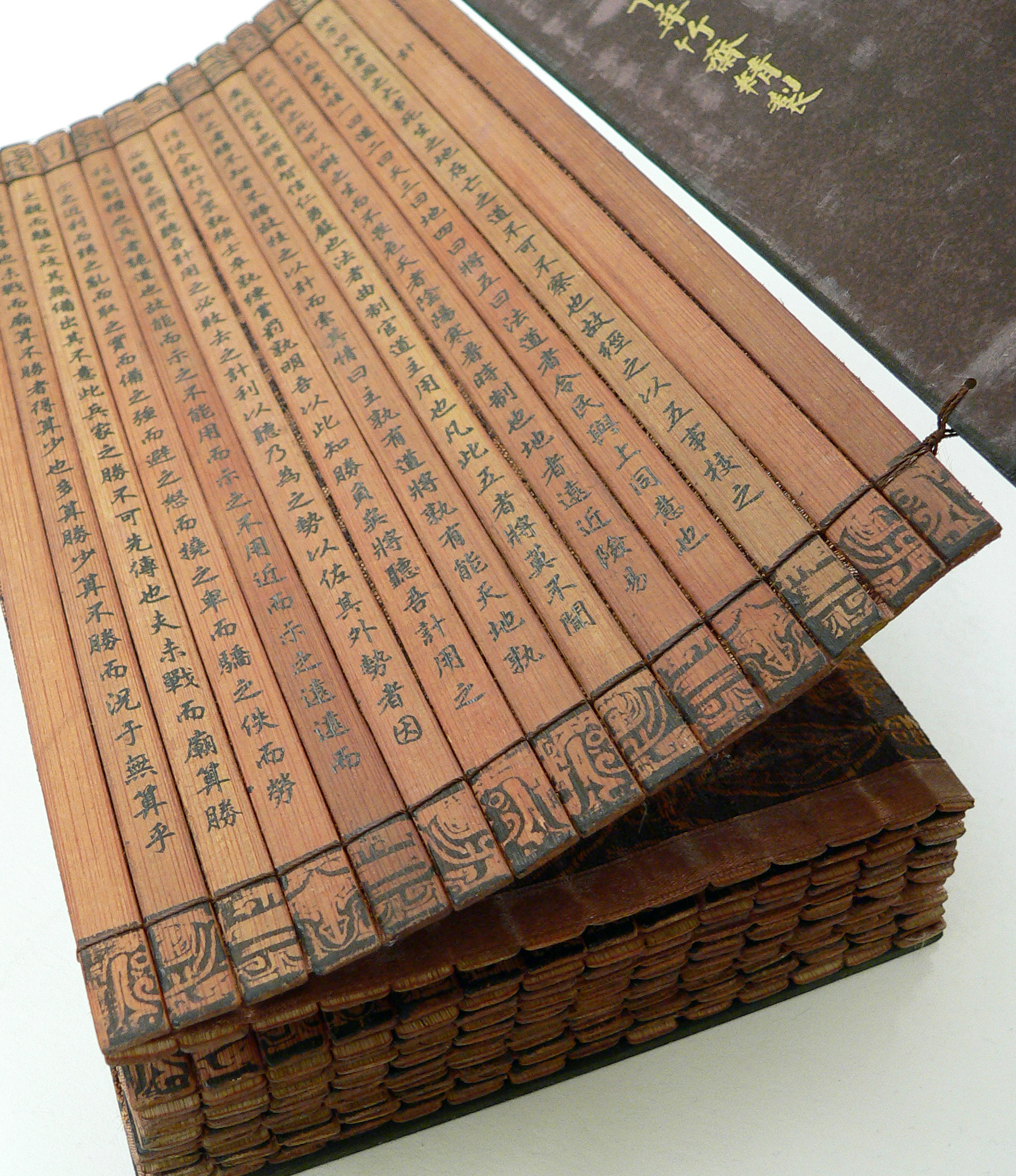
«Искусство войны» Сунь-цзы на бамбуковых планках. XVIII век, коллекция Калифорнийского университета, Риверсайд

В ряде китайских династийных историй содержатся специальные разделы, именуемые обычно «Сведения о книгах» или «Сведения о литературе». Впервые такой раздел появился в Хань шу, составленной Бань Гу. «Сведения» такого рода — фактически аннотированный каталог императорской библиотеки, причём позволяющий в деталях выяснить историю данной библиотеки, а также принципы классификации и особенности комплектования. После «Ханьской истории», библиографический раздел вновь появился в «Книге Суй» (кит. трад. 隋書經籍志, пиньинь suíshū jīngjízhì), причём его авторы составили историю императорских библиотек и книжного дела при дворе от Лю Сяна до воцарения династии Тан (618 год).
Базовым термином названий библиотечных описаний является цзинцзи (кит. 經籍), дословно означающий «канонические и прочие книги». При этом у иероглифа цзин (кит. 經) ключом является знак «шёлк, нить», а в состав иероглифа цзи (кит. 籍) сверху входит знак «бамбук». По мнению Л. Н. Меньшикова, это является свидетельством того, что в древности канонические тексты переписывались на шёлке, а прочие книги — на бамбуковых или деревянных планках.

### Эпоха Хань
В эпоху Хань систематическое составление императорской библиотеки началось только в правление императора Чэн-ди (правил в 32—7 годах до н. э.). В тот период некий Чэнь Нун «был послан для поисков книг по всей Поднебесной». Книжное собрание было помещено в павильон Тяньлугэ в столице — Чанъане, его систематизацией занялись Лю Сян и Лю Синь. Они же, вероятно, надзирали за перепиской книг, поскольку в источниках упоминаются корректоры — лица, проводившие сверку переписанных текстов. Результатом работы Лю Сяна и Лю Синя стал каталог «Семь сводов» (кит. трад. 七略, пиньинь qīlüè), который является первым сохранившимся книжным каталогом Китая, а также первым библиографическим справочником, в котором книги были классифицированы. В каталоге было учтено 3390 цзюаней. В конце правления Ван Мана и гражданской войны библиотека сгорела.
Каталог Лю Синя подразделял книги на семь отделов, по числу отдельных павильонов, в которых они хранились. Внутри разделов книги помещались по тематике, поэтому классификация выдерживалась строго. «Семь сводов» включали:
1. Собрания (антологии и авторские сборники);
2. Шесть канонов;
3. Философы;
4. Ши цзин и Шу цзин (сюда включались исторические книги вообще);
5. Военные писатели;
6. Практические науки (включая астрологию и гадание);
7. Медицина (включая алхимию и магию)[2].

Император Гуан У-ди, известный своей просвещённостью, привлёк придворных эрудитов для собирания новой библиотеки в Лояне. Книги хранились во дворцах Жэньшоудянь и Дунгуань. Среди хранителей библиотеки называли историка Бань Гу и поэта Фу И, а также комментатора конфуцианских классиков Цзя Куй. Эта библиотека погибла в результате мятежа Дун Чжо в 190 году. Последний ханьский император Сянь-ди распорядился, чтобы солдаты его войска брали книги в заплечные мешки. В «Старой истории Тан» по этому поводу говорится, что когда император вернулся в столицу, более половины книг было сожжено или подмочено, а в «Истории Суй» утверждается, что остатки библиотеки сгорели в 264 году.

### Эпоха Троецарствия

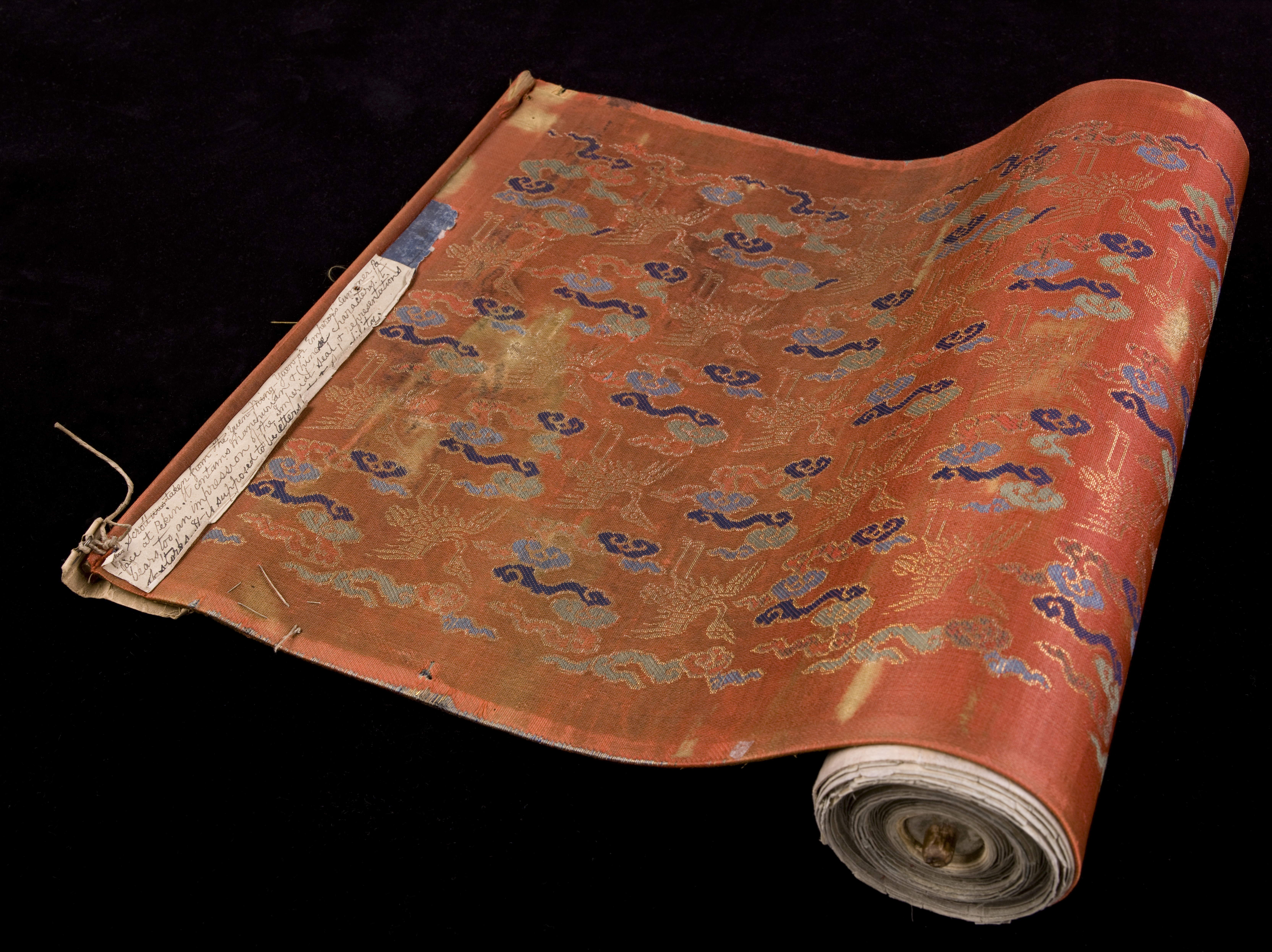
Книжный свиток-цзюань в шёлковой обёртке. Хорошо видна ось, на который свиток наматывался. Wellcome Chinese Collection, вывезен из дворца Юаньминъюань в 1860 году

Правители царства Вэй — Цао Цао и Цао Пэй, сами будучи литераторами, стали прилагать усилия к собиранию книг. Для хранения книг и государственного архива было создано специальное учреждение — Мишушэн (кит. 秘書省), причём все книги переписывались на шёлке одинакового желтоватого оттенка и хранились обёрнутыми в светло-голубой шёлк. Хранителями библиотеки были Чжэн Мо и Сюнь Сюй, каждый из которых составил свой каталог — «Книгу внутренних [покоев]» и «Новую опись». В первом из них приводится число книг — 99 145 цзюаней. Каталог Сюнь Сюя примечателен тем, что впервые ввёл четверичную классификацию, которая потом возобладала в классическом Китае. Его классификация также основывалась на хранении книг в отдельных павильонах, и включала конфуцианских классиков, философов (включая военных писателей), историков и изящную словесность (поэзию и прозу).
Каталог Сюнь Сюя также примечателен тем, что объём книг в нём впервые стал выражаться в свитках-цзюанях, а не в связках бамбуковых дощечек (пянь). Вероятно, это свидетельствует о смене писчего материала, на это же указывает постепенная смена стиля письма — лишу на кайшу. Это особенно наглядно просматривается на материале дуньхуанских документов.

### Эпоха Северных и Южных династий
После объединения страны династией Цзинь, вэйская библиотека перешла новой власти. Во время вторжения северных племён и смут, практически все её фонды погибли: после переноса столицы в Цзянькан в 317 году, чиновник Ли Чун проверил фонды по каталогу Сюнь Сюя, и обнаружил, что из почти 100 тысяч свитков уцелело всего 3014. После этого, из-за усилившегося распада государства, библиотеку почти не пополняли. Когда в 420 году воцарилась новая династия Сун, в библиотеке насчитали немногим более 4000 свитков. Её описание примечательно тем, что свитки были переписаны на бумаге, а не на шёлке, и это первое упоминание о целой бумажной библиотеке в истории Китая. Свитки наматывались на красные оси, бумага была тёмной, её покрывали знаки «древней формы». При втором императоре Вэнь-ди придворным библиотекарем был назначен поэт и каллиграф Се Линъюнь. В 431 году он составил «Перечень книг по четырём разделам» (кит. 四部書目, Сы бу шуму), в котором числилось 64 582 свитка. В 473 году Ван Цзянь составил новый каталог той же библиотеки из семи классификационных разделов, дополненных ещё секциями буддийской и даосской литературы, не входящих в основной список.

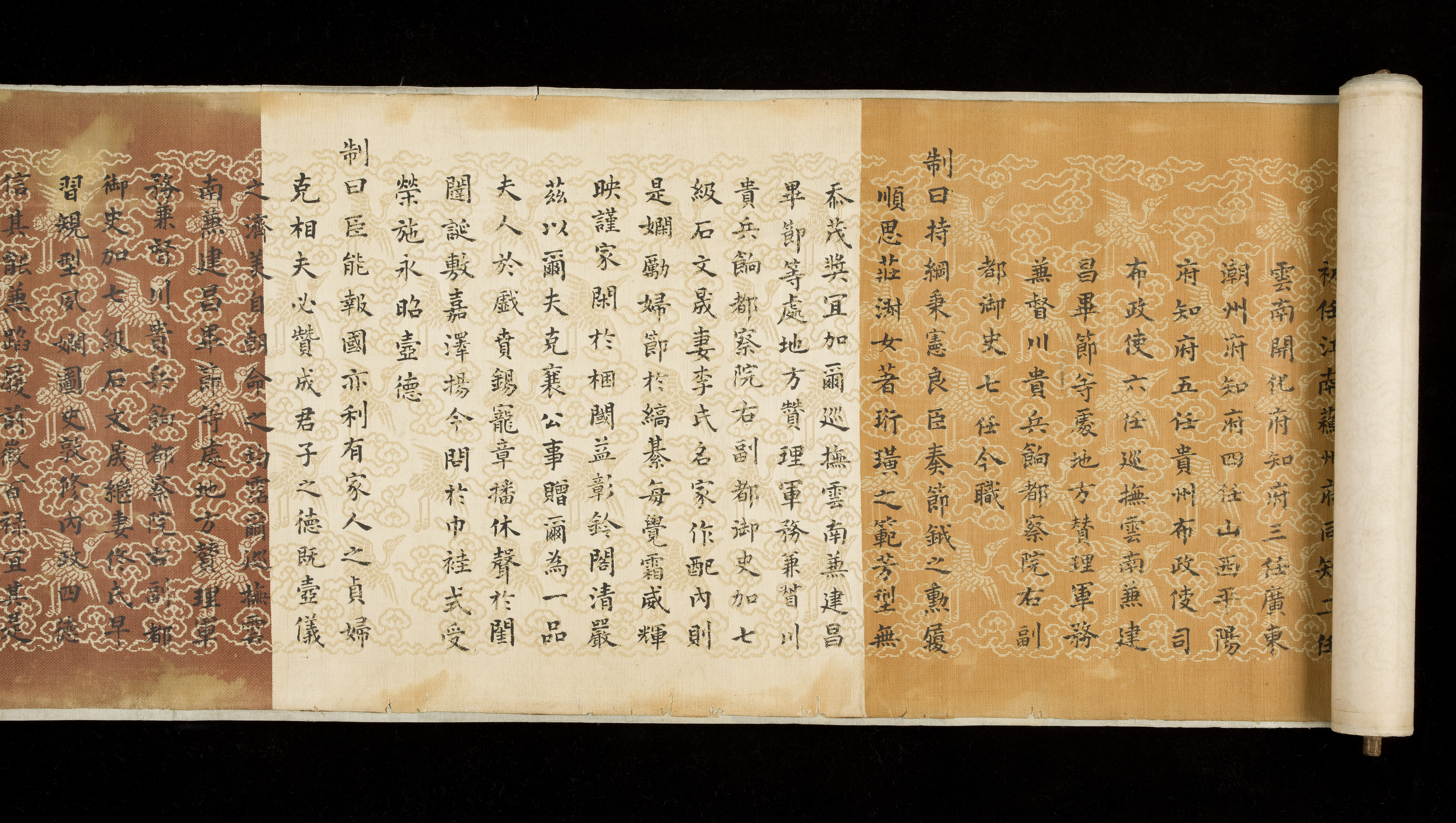
Развёрнутый свиток-цзюань на декорированной бумаге

При династии Южная Ци в 483 году главный библиотекарь Се Пэй и его помощник Ван Лян приступили к составлению каталога, также получившего название «Перечень книг по четырём разделам». В нём было учтено всего 18 011 цзюаней, из чего обычно делают вывод, что значительная часть библиотеки была утрачена при переходе власти от дома Сун. Эта библиотека сгорела в 502 году, когда власть перешла к династии Лян. При династии Лян под библиотеку отвели специальный дворцовый павильон, хранителем был назначен Жэнь Фан, составивший вместе с Инь Цзюнем каталог по четырём разделам. Сводный каталог носил название «Перечень книг дворца Вэньдэдянь» (кит. 文德殿書目, Вэньдэдянь шуму) и включал 23 716 цзюаней. Во время мятежа Хоу Цзина 551 года сгорела часть императорского дворца, но историческая секция библиотеки уцелела. При императоре Юань-ди (правил 552—554) эту секцию слили с его личным собранием, в результате получилось около 70 000 свитков. Это библиотечное собрание сгорело во время войны с северной династией Чжоу в 557 году. Осталось не более 8000 свитков, а позднее их число уменьшилось до 5000.
Указанный исторический период интересен тем, что в официальной истории государства впервые упоминаются частные книжные собрания. Помимо библиотеки наследного принца, упоминалась историческая библиотека отшельника Жуань Сяосюя (479—536), который даже составил семичастный каталог (классики, историки, философы, изящная словесность, естественные и оккультные науки, буддизм, даосизм). Объём и судьба этого собрания совершенно неизвестны. В «Лян шу» (цзюань 13) одной строкой упоминается библиотека теоретика поэзии Шэнь Юэ (441—513), который собрал 20 000 цзюаней.

### Династия Суй

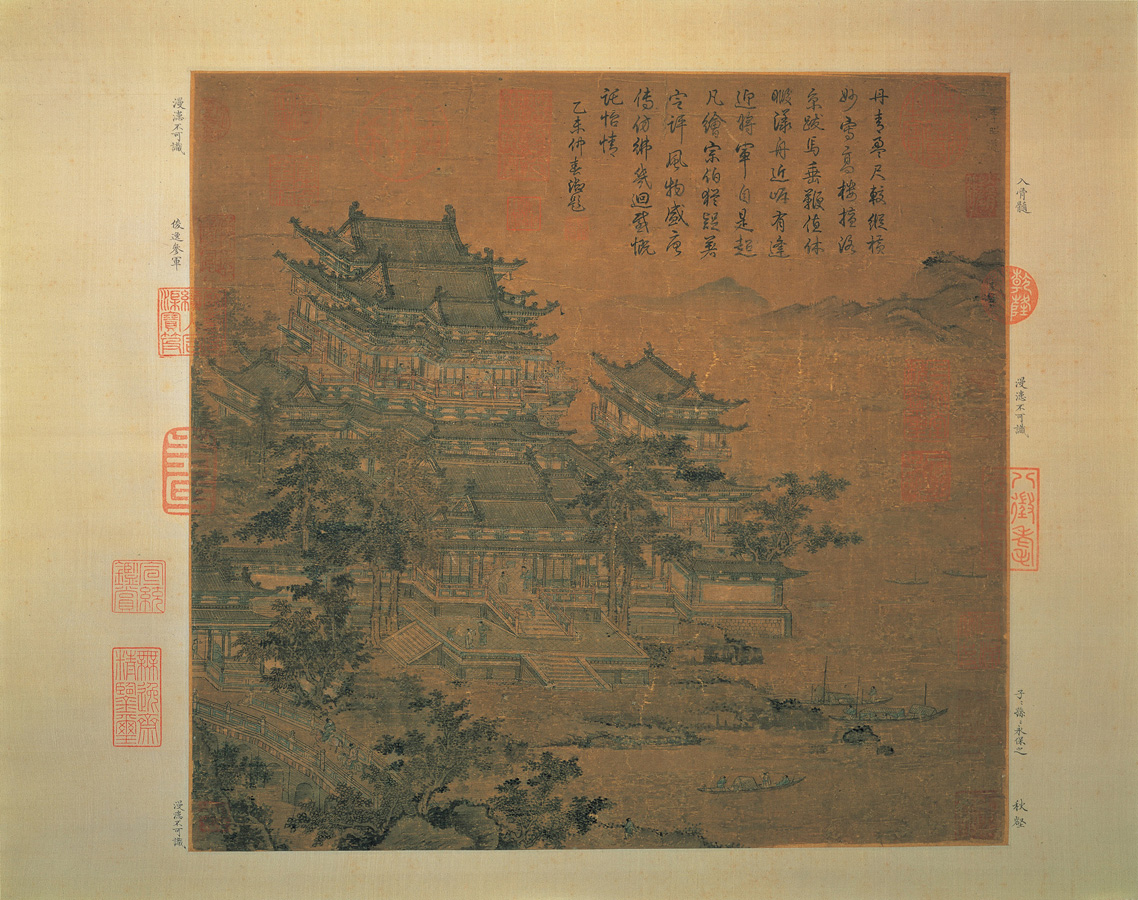
Ли Чжаодао (?). Дворцовая башня в Лояне. Музей императорского дворца, Тайбэй

С объединением Китая династией Суй, императорское библиотечное дело получило новый толчок к развитию. Новой династии отошла придворная библиотека династии Бэй Ци, включающая около 10 000 свитков. Ещё в 583 году главным хранителем императорского книгохранилища был назначен Ню Хун (545—610), в докладе которого о пополнении библиотеки содержатся важные для понимания этого процесса сведения:

И ныне книг в императорском хранилище для чтения достаточно. Но до́лжно добиться полноты для всех периодов. Нельзя, чтобы в государевых кладовых чего-то не хватало. [Пусть] в частных домах они, [эти книги], и есть. Однако население у нас столь многочисленно, что трудно догадаться, где та книга, которую ищешь. Бывает, что кто-то имеет книгу иль знает о ней, но грудь его полна жадности. И приходится брать книгу, опираясь на силу, дарованную Небом, или платить [за чтение] хоть малую, но все-таки мзду. А если издать ряд просвещённых указов и к тому же назначить плату, то всегда обретём редчайшие из книг и сможем созерцать их груды. Повторяя [движение] ветров по [всем] дорогам, [количеством] книг мы превзойдем все прошлые века, — не будет ли это прекрасно?
Император Ян Цзянь действительно издал указ о приобретении книг у населения, причём стоимость книг была велика — в «Суй шу» сказано, что за рукописный свиток давали штуку шёлка (отрез в 12 м). Чаще рукописи брали для копирования — временно заимствуя под залог подлинник у владельца с последующим возвратом. После падения династии Чэнь в 589 году, её книжные фонды были перевезены в Лоян, но в династической истории категорически заявляется, что эти книги были переписаны в период смуты, поэтому «почерки были неискусные, бумага и тушь низкого качества». Ню Хун тогда отобрал наиболее древние и искусно переписанные тексты для образца, и пригласил знаменитых каллиграфов — Вэй Пэя и Ду Цзюня со всеми их учениками. Каждую рукопись копировали в двух экземплярах и сохраняли в разных местах. Общий объём дворцовой библиотеки достиг 30 000 цзюаней.
Следующий император — Ян-ди — был большим любителем книг и антиквариата. Переписка книг при нём приобрела большой размах, иногда количество дублетов одного и того же текста могло доходить до 50. Был возведён особый дворец Гуаньвэньдянь (кит. 觀文殿, «Дворец, где читают книги») — возможно, это был читальный зал для придворных. Книги там располагались по четырём хранилищам: классики (цзин) и история (ши) — в восточном павильоне; философы (цзы) и изящная словесность (цзи) — в западном. Л. Н. Меньшиков обращал внимание на то, что в каталоге Сюнь Сюя исторические труды стояли на третьем месте, в то время как с эпохи Суй осмысление государственной практики привело к повышению статуса исторических трудов, и этот раздел переместился на второе место после конфуцианского канона. В дворцовых храмах сохранялись собрания буддийских и даосских сочинений, которые в основные собрания не входили. Общее число свитков достигало 370 000 — видимо, за счёт дублетов.
После воцарения новой династии Тан, было предписано перевезти библиотеку в новую столицу — Чанъань. Перевозка осуществлялась по воде — сначала вверх по течению Хуанхэ, затем — Вэйхэ. Результатом стало кораблекрушение невдалеке от столицы и гибель значительной части рукописей. Погиб и суйский каталог.

### Династия Тан
Несмотря на книжные утраты, опись 618 года фиксирует во дворце 89 666 свитков (14 466 названий). В придворном книгохранилище был соблюдён принцип четырёх разделов, общий дворцовый фонд без дублетов включал 53 915 свитков. При этом, по подсчётам историков XI века, при династии Тан было создано 28 469 цзюаней сочинений, то есть больше половины всех китайских текстов вообще. Достоверность этих сведений доказывается тем, что свод всей поэтической продукции до Тан составляет всего 2 тома современной компактной печати, а полный свод танской поэзии — 12 таких же томов, то есть для поэзии соотношение ещё большее.
Император Ли Шиминь ввёл должность инспектора императорских книг при дворцовой канцелярии, эту должность в эпоху Тан занимали крупнейшие учёные, в том числе Вэй Чжэн и Янь Шигу. Книжный инспектор отвечал за покупку и копирование книг у населения, видимо, из частных коллекций. Когда доставка книг в столицу приобрела большой размах, в 627 году последовал указ, согласно которому искусные в письме дети знатных семейств (не ниже пятого ранга, то есть ученики Гоцзыцзянь) назначались писцами в дворцовый скрипторий. Во главе его стоял один из смотрителей императорской резиденции.
Новый указ о пополнении дворцовой библиотеки вышел в 719 году. Согласно ему, книги для переписки следовало брать взаймы у всех сословий, не исключая простолюдинов. В Лояне для государственных служащих была устроена выставка собранных книг, а в Чанъани книги перевезли в особое хранилище в Восточном дворце. К 721 году группа хранителей библиотеки составила каталог объёмом 200 цзюаней, расположенный по четырём разделам — один из самых обширных в китайской традиции. Без дублетов, в нём было учтено 51 852 свитка, снабжённых аннотациями. При императоре Сюань-цзуне же были устроены первые в истории Китая постоянные читальные залы, открытые для высших государственных чиновников и эрудитов, служащих в придворных академиях.
Восстание Ань Лушаня в очередной раз привело к гибели столичной библиотеки: во время подавления мятежа она сгорела без остатка. Императоры Су-цзун и Дай-цзун возобновили практику пополнения библиотеки, но цены на рукописи сильно поднялись: в 762 году они достигали 1000 медных монет за свиток. Тем не менее, в 836 году в основном государственном хранилище имелось 56 476 свитков.
Восстание Хуан Чао привело к очередному сожжению императорских дворцов и, как следствие, гибели библиотеки. В указе императора Чжао-цзуна от 889 года указывалось, что в пожаре погибло около 70 000 цзюаней, в то время как удалось закупить и скопировать не более 20 000. Согласно «Цзю Тан шу», к концу правления династии библиотека была полностью восстановлена. Её фонды включали:
1. Классики — 575 сочинений в 6241 свитке;
2. Историки — 840 сочинений в 7946 свитках;
3. Философы — 783 сочинения в 15 637 свитках;
4. Сборники — 892 в 12 028 свитках.

Всего — 3090 сочинений в 41 852 цзюанях. Сообщалось также о наличии особых хранилищ буддийского и даосского канонов. Их сводный перечень включал 377 книг даосского канона и 1950 — буддийского.
Эпоха пяти династий и десяти царств вновь привела к гибели книжных собраний в войнах и междоусобицах, у правителей часто сменявшихся династий и государственных образований, чаще всего, не оставалось времени для воссоздания государственной библиотеки. Ещё в конце эпохи Тан в Китае было изобретено книгопечатание. В результате новой династии — Сун — пришлось начинать собирание библиотеки заново, а с XII века основным способом воспроизведения текстов становится печатный, что привело к радикальным изменениям и в библиотечном деле.

## Организация императорских рукописных библиотек

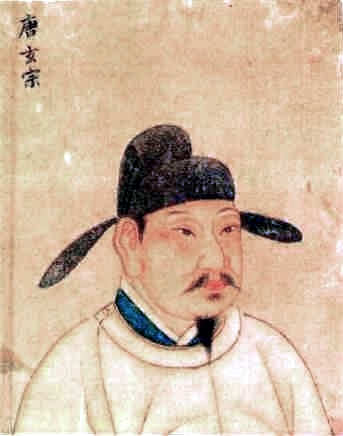
Император Сюань-цзун в образе учёного

Штатный состав и организация императорской придворной библиотеки достаточно подробно известны из источников эпох Суй и Тан (VI—IX века). В «Суй шу» имеется раздел «Сведения о чиновниках», в котором дано описание библиотечного ведомства. В тот период оно именовалось «Ведомство книг тайных покоев» (кит. трад. 秘書省, пиньинь mìshūshěng), «тайными покоями» при этом именуется личная резиденция императора. Во главе ведомства стоял императорский инспектор, в подчинении которого находились старший исполнитель и четверо чиновников на посылках. Эти чиновники обеспечивали собирание, хранение и упорядочение книг. Собственно для работы с текстами в Мишушэне был штат из 12 корректоров и четырёх справщиков, всего — 22 человека. Общий штат стал увеличиваться только после 621 года, когда вышли первые указы Танской династии по указанной теме. В сборнике «Шесть танских ведомств» (кит. 唐六典, составлен в 722—738 годах) содержатся сведения, из которых следует, что библиотечное ведомство значительно расширилось. Основной принцип организации остался прежним: во главе — императорский инспектор, которому подчинены два младших инспектора и чиновник-исполнитель. Четверо чиновников ведали четырьмя книгохранилищами. В основной штат Мишушэна входили 8 или 10 сверщиков и четверо правщиков иероглифов, а также делопроизводитель, который поддерживал текущую документацию самого ведомства.
От эпохи Сюань-цзуна сохранился ряд сведений о наличии постоянных скрипториев. Главным источником являются колофоны дуньхуанских рукописей, происходящих из тогдашней столицы — Чанъани. Колофоны построены по одному образцу, в котором указываются имена надзирателей, чтецов-проверяющих, писцов и сверщиков. Имена редко повторяются в одной-двух рукописях, но чаще всего иные на каждой рукописи. Постоянным оставалось только имя художника-оформителя. Из этого Л. Н. Меньшиков делал вывод, что при императорской библиотеке по крайней мере в конце VII века не было постоянного штата писцов, которых прикомандировывали из других ведомств. При этом собственно скрипторий предусматривал строгие правила переписки, которые предполагали определённые упорядоченные действия. Сверка текстов, например, была тройной, что объяснялось необходимостью следить за правильным использованием табуированных иероглифов (нельзя было употреблять знаки, входящие в личное имя государя). Далее в работу включались чтецы-проверяющие, которые должны были оценить смысл текста, и удостоверить, что нет ошибок, ничего не пропущено и не добавлено.
Только к началу VIII века образовался штат «второго порядка», то есть лица, непосредственно изготавливающие рукописи. Их штат составлял 141 человек, включая кистевязов, мастеров переплёта и фальцовки, оформителей, писцов уставного почерка, и прочих.
Читальные залы дворцовой библиотеки подчинялись другому ведомству — Министерству чинов, которое устанавливало Табель о рангах, проводило учёт, назначение и перемещение по службе чиновников. В его же подчинении находилась Литературная академия. Придворные чиновники должны были изучать опыт предшествующих веков, потому могли пользоваться дворцовыми библиотечными фондами. Во главе читального зала стоял «Учёный книжного двора». Ему подчинялись три заместителя, которые ведали брошюровкой документов и книг, отысканием в них лакун и розыском недостающих в библиотеке книг. Позднее они же занимались печатанием книг. Вновь найденные тексты, или вновь написанные труды, которые предполагалось включить в фонд библиотеки, представлялись на высочайшее одобрение. По правилам, этот процесс не мог занимать больше года. Всего в ведомстве читальных залов было 10 человек управляющих и 136 человек из «низшего» штата.

## Императорские библиотеки и книгопечатание

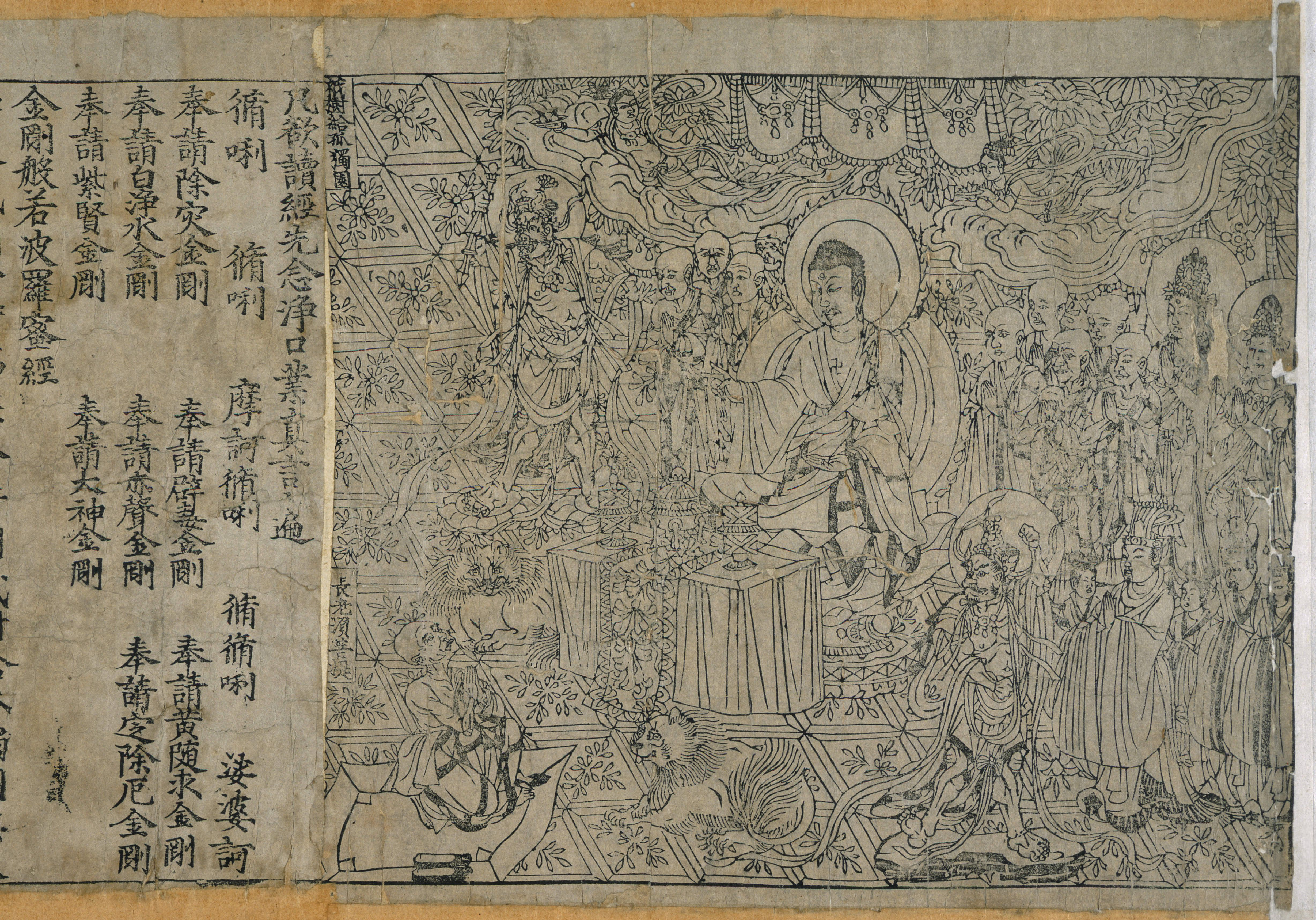
Фронтиспис и заголовок «Алмазной сутры», 868 год. Британская библиотека

Терминология, обозначающая печатное дело, появляется в китайском языке примерно в VI веке. Первоначально, это, по-видимому, было изготовление коротких ритуальных текстов и изображений будд и святых, матрицы для которых вырезали из дерева или чеканили по свинцу и меди. В Дуньхуане сохранились и первые образцы собственно китайских печатных книг — это «Алмазная сутра», датированная в колофоне 15-м днём четвёртой луны девятого года правления Сяньтун (11 мая 868 года). Это свиток с полным текстом сутры и гравюрой-фронтисписом. Сутра была отпечатана по заказу некоего Ван Цзе для бесплатного распространения среди населения, но точный тираж не указан.
В столице империи книгопечатание ввёл Фэн Дао (882—954), который в 932—953 годах осуществил полное издание конфуцианского канона, и одновремённо разработал традицию официальных большеформатных изданий, которая не прерывалась до начала XX века. При династии Сун были осуществлены ещё три масштабных издательских проекта: в 971—983 годах был отпечатан буддийский канон, в 994—1063 годах — все написанные к тому времени династийные истории; в 1019 году было окончено печатание даосского канона. Все эти издания были предприняты точно по тому же канону, что и переписка рукописей для императорской библиотеки. Государь издавал указ о печатании текстов, далее составлялась комиссия, куда входили редакторы, сверщики, переписчики, резчики. Ещё одним новшеством стало составление объёмных исторических и литературных сводов в жанре лэйшу — то есть свода подлинных текстов источников, классифицированных по разным темам. Этот жанр заменял в традиционной культуре Китая энциклопедии. При династии Сун было составлено три таких свода. Характерно, однако, что литературная энциклопедия Вэньюань инхуа (кит. 文苑英華, «Пышные цветы садов литературы») была утверждена императором в 1012 году, но так и оставалась в рукописи, и была напечатана только в 1204 году одним из виднейших сунских издателей Чжоу Бида (1126—1204). Это, в частности, показывает, что при династии Сун печатный текст в обиходе императорского дворца и столичных издательств рассматривался как способ фиксации отредактированных и высочайше утверждённых текстов, а отпечатанные экземпляры редко покидали пределы императорских библиотек, тиражи таких изданий были крайне невелики. Основным способом распространения текстов вплоть до XI—XII веков оставались рукописи. Характерно, что эта традиция сохранялась вплоть до династии Мин, поэтому крупнейшая китайская энциклопедия «Юнлэ дадянь» так и осталась в рукописи вплоть до XX века.
Резко поменялась ситуация после XII века, после которого письменные источники, а также библиотека из Хара-Хото свидетельствуют о разветвлённой сети печатен, как казённых, так и монастырских и частных. Колофоны свидетельствуют о громадных тиражах — от 20 до 100 тысяч экз. Рукописи после этого периода остаются только для текстов, переписываемых для личного употребления (в частности, запрещённых или эзотерических).
Последняя и крупнейшая императорская библиотека-серия была составлена в 1773—1782 годах при династии Цин, она получила название «Полного собрания книг по четырём разделам» (кит. 四庫全書, Сыку цюаньшу). Библиотека-серия включала 3461 сочинение, имея объём 36 381 том (79 000 цзюаней), что составляет приблизительно 2 300 тыс. страниц и 800 млн иероглифов. Построена эта библиотека-серия по старому принципу четырёх разделов: «Классики» (китайский литературный канон), «История» (исторические и географические трактаты), «Философы» (философия, искусство, наука), «Собрания» (антологии китайской литературы). Император Цяньлун утвердил создание 7 рукописных копий свода, которые были выполнены 3826 переписчиками. Четыре комплекта находились в императорских резиденциях, ещё три — в публичных библиотеках Ханчжоу, Чжэньцзяня и Янчжоу. Свод был напечатан только во второй половине XX века, когда два комплекта были уже утрачены, а остальные в той или иной степени повреждены.